# Intermezzo in Hamaj'Oewait
 Intermezzo in Hamaj'Oewait  is een verhaal uit de Belgische stripreeks Piet Pienter en Bert Bibber van Pom.
Het verhaal verscheen als nummer 43 in de reeks bij De Vlijt.

## Personages
- Susan
- Piet Pienter
- Bert Bibber
- Professor Kumulus
- De heer P. Bidon
- De Emir

## Albumversies
Intermezzo in Hamaj'Oewait verscheen in 1990 als album 43 bij uitgeverij De Vlijt. Keesing gaf het album opnieuw uit in 1993. In 2000 gaf uitgeverij De Standaard het album opnieuw uit. Uitgeverij 't Mannekesblad deed hetzelfde in 2012.